# Dendrocopos
Dendrocopos es un género de aves de la familia de los pájaros carpinteros (Picidae). Incluye a varias especies de pájaros carpinteros de Eurasia y el norte de África.

## Especies

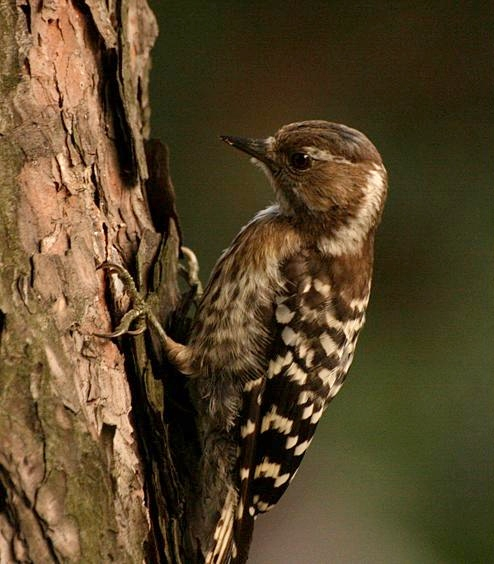
Dendrocopos kizuki

Actualmente el género se compone de quince especies:
- Dendrocopos hyperythrus - pico ventrirrufo;
- Dendrocopos macei - pico de Macé;
- Dendrocopos analis - pico pechimoteado;
- Dendrocopos atratus - pico estriado;
- Dendrocopos darjellensis - pico de Darjeeling;
- Dendrocopos himalayensis - pico del Himalaya;
- Dendrocopos assimilis - pico del Sind;
- Dendrocopos syriacus - pico sirio;
- Dendrocopos major - pico picapinos;
- Dendrocopos leucopterus - pico aliblanco;
- Dendrocopos auriceps - pico frentipardo;
- Dendrocopos noguchii - pico de Okinawa;
- Dendrocopos leucotos - pico dorsiblanco.

El pico dorsipardo (Dendropicos obsoletus) es en ocasiones incluido en Dendrocopos. El pito de Okinawa (Sapheopipo noguchii) también a veces se considera dentro del género, como D. noguchii.